# 영국 육군의 사령부 목록
다음은 영국 육군의 사령부에 관한 목록이다.

## 현재
- 야전군사령부(Commander Field Army); 2015년 11월 23일
- 전력부대사령부(Field Troop Command); 2014년 4월 1일
- 향토사령부(Home Command); 2015년

## 기능
- 대항공기사령부(Anti-Aircraft Command); 1939년 4월 1일 ~ 1955년 3월 10일
- 육군전략사령부(Army Strategic Command); 1972년 ~ 1995년
- 지상사령부(Land Command); 1995년 4월 1일 ~ 2008년
- 인사지원사령부 (Personnel and Support Command); 2015년 ~ 2016년, 향토사령부로 재편성.
- 지상전력사령부 (Land Forces Command); 2008년 ~ 2011년

## 지역별
- 본토
  - 북아일랜드 본부; 1922년 ~ 2009년, 제38(아일랜드)여단으로 교체됨.
  - 올더숏 사령부(Aldershot Command); 1881년 ~ 1941년
  - 스코틀랜드 사령부(Scottish Command); 1905년 ~ 1972년, 2012년 ~ 2014년
  - 동부사령부(Eastern Command); 1793년 ~ 1972년
  - 서부사령부(Western Command); 1905년 ~ 1972년
  - 남부사령부(Southern Command); 1793년 ~ 1972년
  - 북부사령부(Northern Command); 1793년 ~ 1889년, 1905년 ~ 1972년
- 유럽
  - 주독 영국 지원사령부 (UK Support Command (Germany)); 1994년 ~ 2012년
  - 주독 영국군 (BFG); 2012년 ~ 현재
  - 주라인 영국 육군(British Army of the Rhine); 1945년 ~ 1994년
  - 주오스트리아 영국군(British Forces in Austria) (옛 제8군)
  - 주트리에스테 영국군 (BETFOR)
- 아프리카
  - 동아프리카 사령부(East Africa Command); 1941년 ~ 1964년
  - 서아프리카 사령부(West Africa Command); 1941년 ~ 1956년
- 중앙아시아
  - 중동 사령부(Middle East Command)
    - 영국 아덴군; 1928년 ~ 1961년
    - 근동사령부(Near East Land Forces); 1959년 ~ 1962년

  - 페르시아 이라크 사령부(Persia and Iraq Command)
  - 키레나이카 사령부; 1940년 ~ 1941년
- 동남아시아
  - 네덜란드령 동인도 사령부(Netherlands East Indies Command)
  - 동남사령부(South Eastern Command); 1941년 ~ 1944년
  - 동남아시아 사령부 (SEAC); 1943년 8월 21일 ~ 1946년 12월 1일
  - 말레이 사령부(Malaya Command)
  - 인도 사령부(India Command)